# Phyllis Hyman
Phyllis Linda Hyman (Filadelfia, 6 luglio 1949 – New York, 30 giugno 1995) è stata una cantautrice statunitense.

## Biografia
Nata in Pennsylvania in una famiglia afroamericana, crebbe in un sobborgo di Pittsburgh.

### Carriera
Nei primi anni '70 iniziò a cantare assiduamente con diversi gruppi (New Direction, The Hondo Beat, All the People). Nel 1974 apparve nel film Lenny.
Si trasferì in seguito a New York per approfondire la sua carriera musicale. Nel 1977 collaborò con Pharoah Sanders. L'anno seguente pubblicò il suo primo disco per la Arista Records. Nel 1979 incise due album tra i più importanti della sua carriera, Somewhere in My Lifetime e You Know How to Love Me.
Rinnovò il successo nel 1981 con l'interpretazione del brano Can't We Fall in Love Again in duetto con Michael Henderson. Al contempo lavorò con Chuck Mangione, The Whispers e The Four Tops. Inoltre interpretò un brano per la colonna sonora del film Never Say Never Again.
Nel 1985, una volta lasciata la Arista, pubblicò il suo secondo album Too Scared to Scream, seguito tre anni dopo da School Daze. Realizzò diversi brani per colonne sonore (School Daze, The Kill Reflex) e collaborò ancora con altri musicisti tra cui Grover Washington Jr., Barry Manilow e Lonnie Liston Smith.
Nel 1991 pubblicò Prime of My Life.

### Il suicidio
Il 30 giugno 1995, all'età di 45 anni, morì suicida dopo un'overdose di barbiturici. Fu trovata ancora in vita nel suo appartamento di New York; il decesso avvenne poche ore dopo in ospedale.
In un biglietto aveva scritto: "Sono stanca, sono stanca. Sapete chi amo tra di voi. Che Dio vi benedica."

### Lavori postumi
Nel novembre 1995 e nel 1998 sono stati pubblicati due album di inediti postumi dalla Philadelphia International Records (già firmataria dei suoi ultimi due lavori in vita).

## Discografia
Album studio
- Phyllis Hyman (1977)
- Sing a Song (1978)
- Somewhere in My Lifetime (1979)
- You Know How to Love Me (1979)
- Can't We Fall in Love Again? (1981)
- Goddess of Love (1983)
- Living All Alone (1986)
- Prime of My Life (1991)
- I Refuse to Be Lonely (1995) - postumo
- Forever with You (1998) - postumo